# Emmanuelle Tchoukriel
Emmanuelle Tchoukriel – francuska ilustratorka książek dla dzieci.
W Polsce nakładem Wydawnictwa Zakamarki ukazały się cztery książki z jej ilustracjami, napisane przez Virginie Aladjidi i przetłumaczone przez Magdalenę Kamińską-Maurugeon i Katarzynę Skalską.
| L.p. | Tytuł polski                  | Tytuł oryginalny                | Rok pierwszego wydania we Francji | Rok pierwszego wydania w Polsce |
| ---- | ----------------------------- | ------------------------------- | --------------------------------- | ------------------------------- |
| 1    | lustrowany inwentarz zwierząt | Inventaire illustré des animaux | 2009                              | 2015                            |
| 2    | Ilustrowany inwentarz drzew   | Inventaire illustré des arbres  | 2012                              | 2015                            |
| 3    | Ilustrowany inwentarz ptaków  | Inventaire illustré des oiseaux | 2015                              | 2016                            |
| 4    | Ilustrowany inwentarz kwiatów | Inventaire illustré des fleurs  | 2016                              | 2019                            |